# 圣路易斯-迪蒙蒂斯贝卢斯
圣路易斯-迪蒙蒂斯贝卢斯是巴西戈亚斯州的一个市镇。总面积826.189平方公里，总人口27376人，人口密度33.1人/平方公里。